# Turecká, Banská Bystrica
Turecká este o comună slovacă, aflată în districtul Banská Bystrica din regiunea Banská Bystrica. Localitatea se află la altitudinea de 620 m deasupra n.m., se întinde pe o suprafață de 10,16 km2 și în 2017 număra 149 de locuitori.

## Istoric
Localitatea Turecká este atestată documentar din 1563.

## Demografie
| An:                | 1994 | 2004   | 2014   | 2024    |
| ------------------ | ---- | ------ | ------ | ------- |
| Număr de persoane: | 137  | 139    | 147    | 165     |
| Diferență:         |      | +1,45% | +5,75% | +12,24% |

| An:                | 2023 | 2024   |
| ------------------ | ---- | ------ |
| Număr de persoane: | 158  | 165    |
| Diferență:         |      | +4,43% |